# Geoekonomia
Geoekonomia – dyscyplina zajmująca się polityką oraz strategią, jaką należy się posłużyć aby wzmocnić konkurencyjność kraju. Termin ten wprowadził w końcu lat 80. XX w. amerykański ekonomista Edward Luttwak, według którego po zakończeniu zimnej wojny, siły militarne państwa przestały być głównym czynnikiem determinującym klasyfikację ważności na scenie międzynarodowej. Według Luttwaka siła militarna zostaje zastąpiona przez zdolności i siłę ekonomiczną.
Francuski ekonomista, Pascal Larot przedstawia z kolei taką definicję:
Geoekonomiato analiza strategii porządku ekonomicznego, zwłaszcza handlowego, o którym decydują państwa w nawiązaniu do polityk dążących do ochrony gospodarki narodowej lub innych kwestii ściśle związanych z gospodarką, do nabycia kontroli nad kluczowymi technologiami lub zdobycia niektórych sektorów na światowym rynku związanych z produkcją i dystrybucją jakiegoś produktu lub gamy istotnych produktów, których posiadanie lub kontrolowanie nadaje właścicielowi – państwu lub przedsiębiorstwu państwowemu – element władzy i oddziaływania na gospodarkę światową, a także przyczynia się do wzmocnienia ekonomicznego i społecznego.
Zgodnie z ideą geoekonomii każdy kraj powinien być pojmowany jako państwo-system, który rywalizuje z innymi państwami-systemami, a w scenerii globalnej jest determinowany poprzez istnienie obiektywnych reguł, pochodzących prosto z mechanizmów ekonomicznych, ale także reguł subiektywnych pochodzących ze specyficznych umów podpisywanych między różnymi państwami w zakresie handlu towarami, które powinny być respektowane pod karą represji lub sankcji ze strony innych państw, które działają w całym systemie.
Geoekonomia jest pochodną turbokapitalizmu, gdyż państwa skoncentrowane na efektywności gospodarczej nie będą wspierały globalnego wolnego rynku lecz będą starały się bronić własnego interesu oraz wzmacniać swoją pozycję właśnie za pomocą silnej gospodarki.